# Ärla distrikt
Ärla distrikt är ett distrikt i Eskilstuna kommun och Södermanlands län. 
Distriktet ligger i sydöstra delen av kommunen. 

## Tidigare administrativ tillhörighet
Distriktet inrättades 2016 och utgörs av socknen Ärla i Eskilstuna kommun
Området motsvarar den omfattning Ärla församling hade vid årsskiftet 1999/2000.